# Мала Іня (Республіка Алтай)
Мала Іня (рос. Малая Иня) — село Онгудайського району, Республіка Алтай Росії. Входить до складу Інінського сільського поселення.
Населення — 200 осіб (2015 рік).

## Географія
Село розташоване за 5 кілометрів від адміністративного центру сільського поселення — Іні.